# 2000 PC30
2000 PC30, também escrito como 2000 PC30, é um objeto transnetuniano (TNO) que está localizado no cinturão de Kuiper, uma região do Sistema Solar. Este corpo celeste é classificado como um cubewano. Ele possui uma magnitude absoluta (H) de 7,6 e, tem um diâmetro estimado com cerca de 133 km, por isso existem poucas chances que o mesmo possa ser classificado como um planeta anão, devido ao seu tamanho relativamente pequeno.

## Descoberta
2000 PC30 foi descoberto no dia 05 de agosto de 2000 pelo astrônomo M. J. Holman.

## Órbita
A órbita de 2000 PC30 tem uma excentricidade de 0.030 e possui um semieixo maior de 42.974 UA. O seu periélio leva o mesmo a uma distância de 41.676 UA em relação ao Sol e seu afélio a 44.272.